# Hydaticus grammicus
Hydaticus grammicus är en skalbaggsart som först beskrevs av Ernst Friedrich Germar 1827.  Hydaticus grammicus ingår i släktet Hydaticus och familjen dykare. Inga underarter finns listade i Catalogue of Life.